# Bundespressestrand

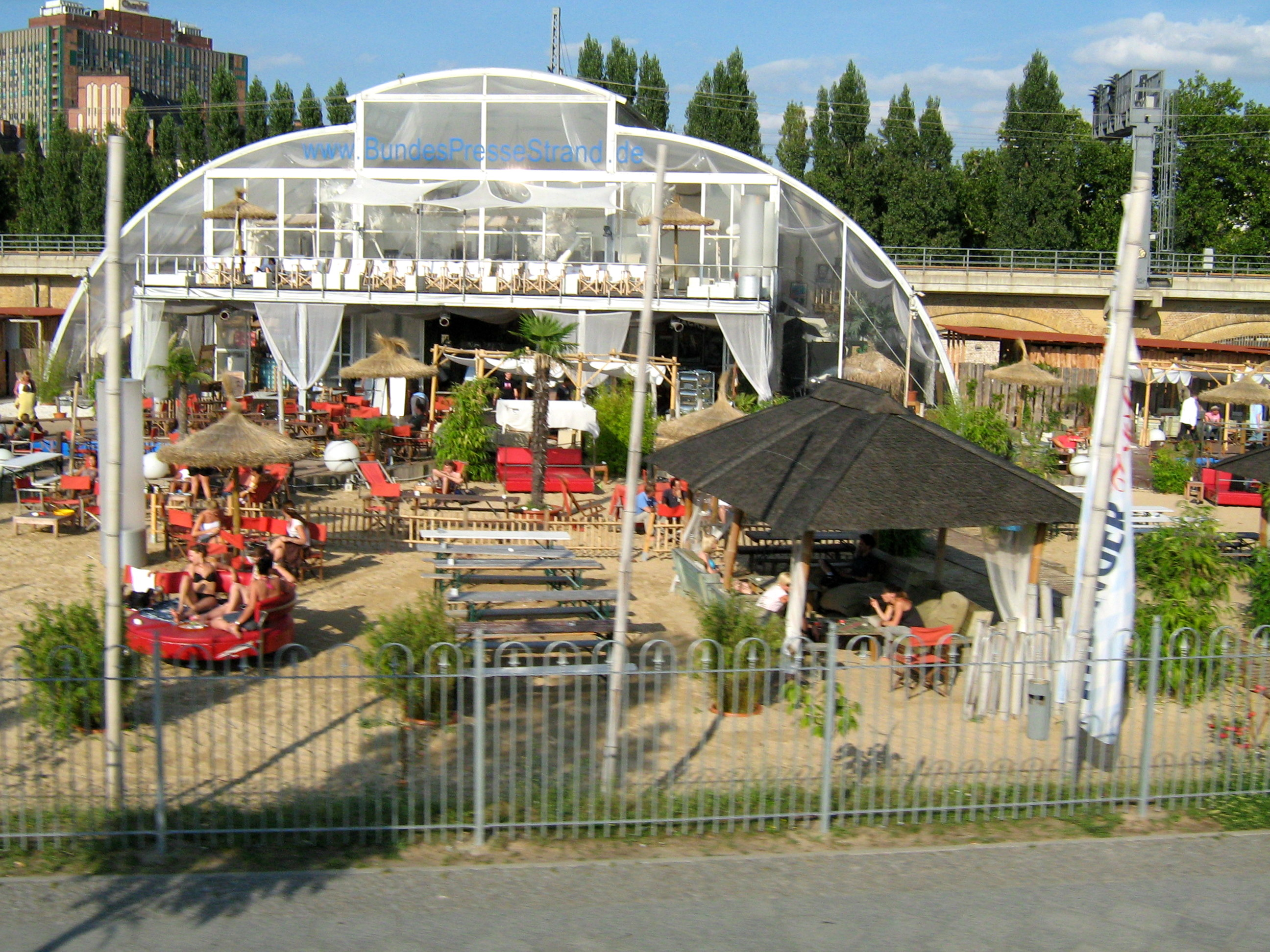
BundesPresseStrand in Berlin-Mitte, 2009

Der BundesPresseStrand war von 2003 bis 2011 ein Stadtstrand an der Spree ohne Badeerlaubnis in Berlin-Mitte.

## Lage und Ausstattung
Der Strand befand sich in der Nähe des Hauses der Bundespressekonferenz (mit der namensgebenden Bundespressekonferenz) mit Blick auf die Spree, das Kanzleramt sowie den Berliner Hauptbahnhof. Das Grundstück wurde im Norden durch die Margarete-Steffin-Straße, im Süden durch das Kapelle-Ufer begrenzt. Westlich des Geländes verlief das Alexanderufer, östlich davon die Unterbaumstraße. Insgesamt umfasste der Strand eine Fläche von rund 5.000 m², auf den 120 Tonnen märkischer Sand aufgetragen wurden. Im nördlichen Bereich befand sich ein zweigeschossiger Pavillon mit einer umbauten Fläche von rund 480 m², die sich auf eine Bar im Erdgeschoss mit 300 m² sowie ein Obergeschoss mit 180 m² überdachter Fläche sowie eine rund 90 m² große Außenterrasse aufteilten. Daneben gab es eine Tanzfläche, ein Volleyballfeld, einen Kinderspielplatz sowie eine große Sandfläche mit Strandkörben und Sitzgelegenheiten. Im BundesPresseStrand fanden zahlreiche Ausstellungen und Veranstaltungen statt, etwa eine Fotoausstellung des Tagesspiegels mit dem Titel Angie on the beach oder eine Verkaufsförderungsaktion von Siemens anlässlich der IFA, bei der die Besucher insgesamt 156 Waschmaschinen und Trockner nutzen konnten, um ihre Wäsche zu waschen – eine Anspielung auf das Bundeskanzleramt, welches im Volksmund auch als Waschmaschine bezeichnet wird.

## Geschichte und Entwicklung
Der Strand eröffnete 2003 am Schiffbauerdamm am rechten Spreeufer. Er lag zwischen Marie-Elisabeth-Lüders-Haus und Kronprinzenbrücke beziehungsweise zwischen dem Haus der Bundespressekonferenz und der Spree. Im folgenden Jahr wurde der Uferstreifen an der gegenüberliegenden Spreeseite genutzt. Weil sich dadurch unter anderem Belästigungen für die benachbarte Kindertagesstätte des Bundestages  ergaben (so wurde eine Mäuseplage in der Kita mit nicht ordnungsgemäß gelagerten Abfällen am Bundespressestrand in Verbindung gebracht), kündigte das zuständige Straßen- und Grünflächenamt Mitte an, die Genehmigung an diesem Standort für das Jahr 2005 nicht zu erneuern.

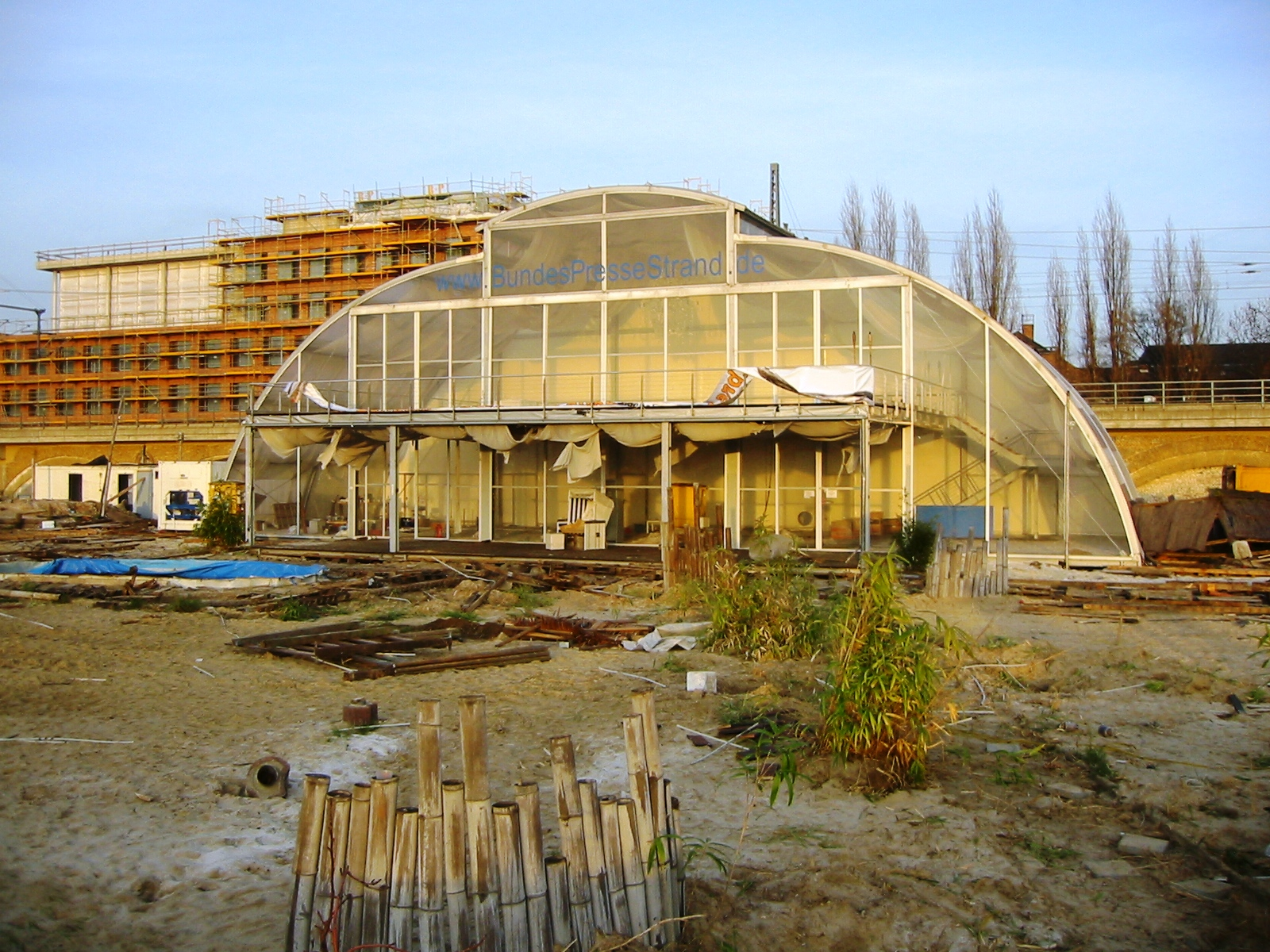
BundesPresseStrand im Dezember 2011

Ab 2005 nutzte der Bundespressestrand daher das Areal nördlich der Kronprinzenbrücke am rechten Spreeufer, das aber nicht mehr unmittelbar am Fluss lag, sondern durch das Kapelleufer vom Wasser getrennt wurde. Zunächst gab es dort zwei kleinere Schwimmbecken, die jedoch zu Springbrunnen umfunktioniert wurden, da das Gesundheitsamt Mitte eine fehlende Wasseraufbereitungsanlage bemängelte. Der Strand galt in der Presse als beliebter Treffpunkt von Prominenten wie Wolfgang Gerhardt, Franziska van Almsick, Christian Wulff oder Barbara Schöneberger. Gleichzeitig war er auch eine Touristenattraktion. Teilweise wurde er sogar als der „bekannteste Stadtstrand Deutschlands“ bezeichnet.
Das Grundstück befand sich im Besitz des Bundes und wurde für den Neubau des Bundesministeriums für Bildung und Forschung (BMBF) benötigt. Nach der Schließung wurde das gesamte Inventar versteigert. Zu diesem Zeitpunkt hatten Mitglieder der Occupy-Bewegung ein Camp auf dem Gelände aufgebaut.
Betreiber des BundesPresseStrandes war die Berliner Agentur walks+talks unter Leitung von Johanna Ismayr.

## Trivia
2007 veröffentlichte die Band Wackes eine Maxi-CD mit dem Titel „Bundespressestrand“.